# Іван Михайло (Потій)
Іван Михайло Потій (хресне ім'я Адам, пол. Jan Michał (Adam) Pociej; ? — 15 вересня 1666) — василіянин, єпископ Володимирський і Берестейський Руської Унійної Церкви.

## Життєпис
Внук берестейського каштеляна Іпатія Потія, другого київського унійного митрополита й архітектора Берестейської унії. Був одним із 12 синів берестейського земського судді Петра Потія та його дружини Зофії з Казановських.
Правдоподібно, був тим Іваном, про народження якого 1 вересня 1613 р. в Річиці писав Петро Потій. Сумніви щодо ідентифікації єпископа з-посеред численних потомків Петра мав уже Каспер Несецький, оскільки єпископ вживав також ім'я Адам. Можливо, єпископ Потій тотожний із ротмістром Іваном з 1646 року.
1655 року отримав королівську номінацію на Володимиро-Берестейську кафедру і того ж року в червні прийняв єпископські свячення з рук митрополита Антонія Селяви. 15 липня 1655 року відбувся його урочистий вхід до собору Успіння Матері Божої у Володимирі.
Урядування Потія припало на період, коли унійна церква в Речі Посполитій була ще не достатньо утвердилась. Єпископ старався про укріплення унії у своїй єпархії завдяки організації частих єпархіальних синодів, візитацій і проповідей, частково за власний кошт реставрував кафедральні храми у Володимирі та Бересті.
Помер 15 вересня 1666 року.